# Сокол Анатолій Якович
Анатолій Якович Сокол (23 лютого 1936 — 13 січня 2000) — український радянський діяч, новатор виробництва, шахтар, машиніст вугільного комбайна шахти імені Абакумова тресту «Рутченківвугілля» Донецької області. Депутат Верховної Ради УРСР 6—7-го скликань. Член ЦК ВЛКСМ у 1966—1970 роках.

## Біографія
Народився у селянській родині. Навчався у середній школі, був секретарем комсомольської організації школи. За «комсомольською путівкою» поїхав на шахти Донбасу.
З 1958 року — шахтар-наваловідбійник, машиніст врубової машини, машиніст вугільного комбайна шахти імені Абакумова тресту «Рутченківвугілля» міста Донецька Донецької області. Ударник комуністичної праці. Закінчив курси машиністів вугільних комбайнів.
Член КПРС.
Закінчив заочне відділення Донецького політехнічного інституту.

## Нагороди
- орден «Знак Пошани»
- ордени
- медалі
- знак «Шахтарська слава»